# Addicted to Plastic
Addicted to Plastic é um documentário de 2008 dirigido pelo cineasta canadense Ian Connacher. É sobre soluções para a poluição causada pelo plástico, detalhando o caminho deste durante os últimos cem anos. O filme recebeu o Prêmio do Juri para Documentário Internacional e foi considerado o Favorito da Audiência para Documentário Internacional no Amazonas Film Festival, no Brasil. Também, recebeu o "Golden Sun Award" de Melhor Documentário Internacional no Barcelona International Environmental Film Festival.
Para responder à questão do descarte, Connacher visitou lugares como o trecho de lixo oceânico que situa-se no Giro do Pacífico Norte onde há atualmente mais plástico do que plâncton por milha quadrada. Ele também visitou um depósito de lixo tóxico na Índia, localizado em uma vila onde a expectativa média de vida é de trinta anos.
De acordo com o cineasta, há uma versão curta do filme que usa a perspectiva em terceira pessoa, sem que ele atue como guia. Também, fica excluído o capítulo sobre ingredientes tóxicos do plástico, por esta ser a mais simples de ser cortada, já que afasta-se do tema do problema de descarte do lixo plástico. Problemas de detritos marinhos, reciclagem e bioplásticos permanecem idênticos à versão mais longa.